# Torneo del Interior A 2010
El Torneo del Interior de 2010 - Zona Campeonato (también conocido como Torneo del Interior A o Top 16) fue la novena edición del torneo organizado por la Unión Argentina de Rugby que reúne a los mejores clubes de todas las uniones provinciales de la Argentina, excluyendo a la Unión de Rugby de Buenos Aires. Se llevó a cabo entre el 18 de septiembre y el 6 de noviembre de 2010.
En la final se enfrentaron La Tablada de Córdoba y Cardenales de Tucumán, repitiendo la final de la temporada 2001. El equipo cordobés ganó la final 25-18 y obtuvo así su segundo lauro en esta competencia, mientras que para Cardenales esta fue la tercera caída en una final. Ramiro Pez anotó 20 puntos en la final, producto de cinco penales, un drop y una conversión
Esta fue la sexta final perdida de forma consecutiva por equipos tucumanos en el torneo y, contando el Nacional de Clubes, la novena final en total perdida por equipos tucumanos en torneo nacionales de máxima categoría. En torneos nacionales de segundo nivel (Nacional B, Interior B, etc.)  la racha se extendía a 10 derrotas, pero con Tucumán Lawn Tennis, Huirapuca y Lince habiendo conseguido al menos un título.

## Equipos participantes
Clasificaron al torneo 16 clubes las cuales clasificaron de acuerdo a su desempeño en los distintos torneos regionales: 5 del Torneo Regional del NOA, 4 del Torneo Regional del Litoral, 3 del Torneo Regional Centro, 2 del Torneo Regional del Oeste y 2 del Torneo Regional Pampeano.
| Club                     | Vía de clasificación                                |
| ------------------------ | --------------------------------------------------- |
| Universitario de Tucumán | Campeón del Torneo Regional del Noroeste 2010.      |
| Huirapuca                | Subcampeón del Torneo Regional del Noroeste 2010.   |
| Cardenales               | 3.º puesto en el Torneo Regional del Noroeste 2010. |
| Tucumán Rugby Club       | 4.º puesto en el Torneo Regional del Noroeste 2010. |
| Tucumán Lawn Tennis Club | 5.º puesto en el Torneo Regional del Noroeste 2010. |
| Duendes Rugby Club       | Campeón del Torneo Regional del Litoral 2010.       |
| Santa Fe Rugby Club      | Subcampeón del Torneo Regional del Litoral 2010.    |
| Jockey Club de Rosario   | 3.º puesto en el Torneo Regional del Litoral 2010.  |
| CRAI                     | 4.º puesto en el Torneo Regional del Litoral 2010.  |
| Córdoba Athletic Club    | Campeón del Torneo Regional Centro 2010.            |
| La Tablada               | Subcampeón del Torneo Regional Centro 2010.         |
| Tala Rugby Club          | 3.º puesto en el Torneo Regional Centro 2010.       |
| Liceo Rugby Club         | Campeón del Torneo Regional del Oeste 2010.         |
| Marista Rugby Club       | Subcampeón del Torneo Regional del Oeste 2010.      |
| IPR Sporting Club        | Campeón del Torneo Regional Pampeano 2010.          |
| Los Cardos Rugby Club    | Subcampeón del Torneo Regional Pampeano 2010.       |

### Intercambio de plazas
- El Torneo Regional del Noroeste recibió una plaza más respecto a la temporada anterior (de 4 a 5) tras la consagración de Huirapuca en el Torneo del Interior B 2009.[15]

- No hubo perdida de plazas respecto a la temporada anterior durante esta temporada.

## Formato

### Primera fase
En la primera fase los dieciséis equipos fueron divididos en cuatro zonas de cuatro equipos cada una, las cuales se resolvieron bajo el sistema de todos contra todos a una sola ronda, alternando partidos de local y de visitante. Se otorgaron 4 puntos por partido ganado, 2 por empatado y 0 por perdido, a partir de esta temporada, no hubo puntos bonus. Todos los equipos clasificaron a la segunda fase: los 1.º y 2.º de cada zona clasificaron a la Zona Campeonato y los 3.º y los 4.º clasificaron a la Zona Descenso.

### Segunda fase
En la segunda fase, los 16 equipos fueron divididos en dos zonas de acuerdo a su desempeño en la primera fase: Zona Campeonato (ocho equipos) y Zona Descenso (ocho equipos). Ambas zonas se dividieron en dos grupos de cuatro equipos cada una y se resolvieron bajo el mismo formato que las zonas de la primera fase (sistema de todos contra todos a una sola ronda). Los 1.º y 2.º de la Zona Campeonato clasificaron a las semifinales del torneo, mientras que los 3.º y los 4.º de la Zona Descenso clasificaron a las semifinales por la permanencia.

### Fase final
La fase final estuvo dividida en dos llaves de cuatro equipos cada una: la llave por el campeonato y la llave por la permanencia. Estas llaves se resolvieron bajo el sistema de eliminación directa a dos rondas (semifinales y final). Los cuatro equipos clasificados a las semifinales por el campeonato también clasificaron de forma directa al Nacional de Clubes 2010. El ganador de esta llave es consagrado como campeón de esta temporada. 
Las semifinales por la permanencia se resolvieron con un sistema "inverso", con los equipo que perdieron en dicha instancia clasificando a la final por la permanencia. El equipo que perdió la final clasificó en el último puesto del torneo y perdió una plaza para su región de origen en la temporada siguiente.

## Primera fase

### Zona 1
| Pos. | Equipos          | Partidos | Partidos | Partidos | Tantos | Tantos | Tantos | Pts. |
| Pos. | Equipos          | G        | E        | P        | PF     | PC     | DP     | Pts. |
| ---- | ---------------- | -------- | -------- | -------- | ------ | ------ | ------ | ---- |
| 1.º  | Córdoba Athletic | 2        | 0        | 1        | 92     | 71     | +21    | 8    |
| 2.º  | Huirapuca        | 2        | 0        | 1        | 87     | 54     | +33    | 8    |
| 3.º  | Liceo            | 1        | 0        | 2        | 72     | 77     | -5     | 4    |
| 4.º  | CRAI             | 1        | 0        | 2        | 45     | 94     | -49    | 4    |

|  | Clasifica a Zona Campeonato |
|  | Clasifica a Zona Descenso   |

| 18 de septiembre | Córdoba Athletic | 38 - 30 | Huirapuca |                                     |                                     |
|                  |                  | Reporte |           | Árbitro(s): Gustavo Ianchina (Cuyo) | Árbitro(s): Gustavo Ianchina (Cuyo) |

| 18 de septiembre | Liceo | 48 - 12 | CRAI |                                      |                                      |
|                  |       | Reporte |      | Árbitro(s): Marcelo Albaca (Tucumán) | Árbitro(s): Marcelo Albaca (Tucumán) |

| 25 de septiembre | CRAI | 23 - 20 | Córdoba Athletic |                                    |                                    |
|                  |      | Reporte |                  | Árbitro(s): Agustín Auad (Tucumán) | Árbitro(s): Agustín Auad (Tucumán) |

| 25 de septiembre | Liceo | 6 - 31  | Huirapuca |                                         |                                         |
|                  |       | Reporte |           | Árbitro(s): Martín Rodríguez (Santa Fe) | Árbitro(s): Martín Rodríguez (Santa Fe) |

| 2 de octubre | Córdoba Athletic | 34 - 18 | Liceo |                                        |                                        |
|              |                  | Reporte |       | Árbitro(s): Emilio Traverso (Santa Fe) | Árbitro(s): Emilio Traverso (Santa Fe) |

| 2 de octubre | Huirapuca | 26 - 10 | CRAI |                                      |                                      |
|              |           | Reporte |      | Árbitro(s): Javier Mancuso (Córdoba) | Árbitro(s): Javier Mancuso (Córdoba) |

### Zona 2
| Pos. | Equipos           | Partidos | Partidos | Partidos | Tantos | Tantos | Tantos | Pts. |
| Pos. | Equipos           | G        | E        | P        | PF     | PC     | DP     | Pts. |
| ---- | ----------------- | -------- | -------- | -------- | ------ | ------ | ------ | ---- |
| 1.º  | La Tablada        | 2        | 0        | 1        | 97     | 66     | +31    | 8    |
| 2.º  | Jockey Club (R)   | 2        | 0        | 1        | 75     | 74     | +1     | 8    |
| 3.º  | Universitario (T) | 1        | 0        | 2        | 74     | 61     | +13    | 4    |
| 4.º  | Marista           | 0        | 0        | 3        | 53     | 98     | -45    | 4    |

|  | Clasifica a Zona Campeonato |
|  | Clasifica a Zona Descenso   |

| 18 de septiembre | Universitario (T) | 36 - 14 | Marista |                                        |                                        |
|                  |                   | Reporte |         | Árbitro(s): Alejandro García (Rosario) | Árbitro(s): Alejandro García (Rosario) |

| 18 de septiembre | La Tablada | 46 - 17 | Jockey Club (R) |                                          |                                          |
|                  |            | Reporte |                 | Árbitro(s): Fernando Martorell (Tucumán) | Árbitro(s): Fernando Martorell (Tucumán) |

| 24 de septiembre | Jockey Club (R) | 18 - 16 | Universitario (T) |                                      |                                      |
|                  |                 | Reporte |                   | Árbitro(s): Javier Mancuso (Córdoba) | Árbitro(s): Javier Mancuso (Córdoba) |

| 25 de septiembre | La Tablada | 22 - 27 | Marista |                                    |                                    |
|                  |            | Reporte |         | Árbitro(s): Omar Alcócer (Tucumán) | Árbitro(s): Omar Alcócer (Tucumán) |

| 2 de octubre | Universitario (T) | 22 - 29 | La Tablada |                                 |                                 |
|              |                   | Reporte |            | Árbitro(s): Andrés Ramos (Cuyo) | Árbitro(s): Andrés Ramos (Cuyo) |

| 2 de octubre | Marista | 12 - 40 | Jockey Club (R) |                                          |                                          |
|              |         | Reporte |                 | Árbitro(s): Alberto Passamonti (Córdoba) | Árbitro(s): Alberto Passamonti (Córdoba) |

### Zona 3
| Pos. | Equipos           | Partidos | Partidos | Partidos | Tantos | Tantos | Tantos | Pts. |
| Pos. | Equipos           | G        | E        | P        | PF     | PC     | DP     | Pts. |
| ---- | ----------------- | -------- | -------- | -------- | ------ | ------ | ------ | ---- |
| 1.º  | Tucumán RC        | 1        | 2        | 0        | 105    | 62     | +43    | 8    |
| 2.º  | Santa Fe RC       | 1        | 1        | 1        | 69     | 61     | +8     | 6    |
| 3.º  | Tala              | 1        | 1        | 1        | 96     | 77     | +19    | 6    |
| 4.º  | IPR Sporting Club | 1        | 0        | 2        | 65     | 135    | -70    | 4    |

|  | Clasifica a Zona Campeonato |
|  | Clasifica a Zona Descenso   |

| 18 de septiembre | IPR Sporting Club | 22 - 52 | Tala |                                        |                                        |
|                  |                   | Reporte |      | Árbitro(s): Emilio Traverso (Santa Fe) | Árbitro(s): Emilio Traverso (Santa Fe) |

| 18 de septiembre | Santa Fe RC | 18 - 18 | Tucumán RC |                                      |                                      |
|                  |             | Reporte |            | Árbitro(s): Jorge Cardetti (Córdoba) | Árbitro(s): Jorge Cardetti (Córdoba) |

| 25 de septiembre | Tucumán RC | 61 - 18 | IPR Sporting Club |                                 |                                 |
|                  |            | Reporte |                   | Árbitro(s): Andrés Ramos (Cuyo) | Árbitro(s): Andrés Ramos (Cuyo) |

| 25 de septiembre | Santa Fe RC | 29 - 18 | Tala |                                    |                                    |
|                  |             | Reporte |      | Árbitro(s): Claudio Antonio (Cuyo) | Árbitro(s): Claudio Antonio (Cuyo) |

| 2 de octubre | IPR Sporting Club | 25 - 22 | Santa Fe RC |                                                |                                                |
|              |                   | Reporte |             | Árbitro(s): Maximiliano Miranda (Buenos Aires) | Árbitro(s): Maximiliano Miranda (Buenos Aires) |

| 2 de octubre | Tala | 26 - 26 | Tucumán RC |                                         |                                         |
|              |      | Reporte |            | Árbitro(s): Martín Rodríguez (Santa Fe) | Árbitro(s): Martín Rodríguez (Santa Fe) |

### Zona 4
El triple empate en esta zona fue definido por la mejor diferencia de tries, con Cardenales resultando ganadores y clasificando a la Zona Campeonato.
| Pos. | Equipos             | Partidos | Partidos | Partidos | Tantos | Tantos | Tantos | Pts. |
| Pos. | Equipos             | G        | E        | P        | PF     | PC     | DP     | Pts. |
| ---- | ------------------- | -------- | -------- | -------- | ------ | ------ | ------ | ---- |
| 1.º  | Duendes             | 3        | 0        | 0        | 118    | 55     | +63    | 12   |
| 2.º  | Cardenales          | 1        | 0        | 2        | 66     | 86     | -20    | 4    |
| 3.º  | Los Cardos          | 1        | 0        | 2        | 51     | 94     | -43    | 4    |
| 4.º  | Tucumán Lawn Tennis | 1        | 0        | 2        | 53     | 53     | +0     | 4    |

|  | Clasifica a Zona Campeonato |
|  | Clasifica a Zona Descenso   |

| 18 de septiembre | Duendes | 38 - 18 | Cardenales |                                      |                                      |
|                  |         | Reporte |            | Árbitro(s): Carlos Romero (Nordeste) | Árbitro(s): Carlos Romero (Nordeste) |

| 18 de septiembre | Los Cardos | 5 - 14  | Tucumán Lawn Tennis |                                        |                                        |
|                  |            | Reporte |                     | Árbitro(s): Eugenio Romanini (Rosario) | Árbitro(s): Eugenio Romanini (Rosario) |

| 25 de septiembre | Tucumán Lawn Tennis | 20 - 28 | Duendes |                                          |                                          |
|                  |                     | Reporte |         | Árbitro(s): Alberto Passamonti (Córdoba) | Árbitro(s): Alberto Passamonti (Córdoba) |

| 25 de septiembre | Los Cardos | 29 - 28 | Cardenales |                                       |                                       |
|                  |            | Reporte |            | Árbitro(s): Víctor Riera (Alto Valle) | Árbitro(s): Víctor Riera (Alto Valle) |

| 2 de octubre | Duendes | 52 - 17 | Los Cardos |                                          |                                          |
|              |         | Reporte |            | Árbitro(s): Matías Fresia (Buenos Aires) | Árbitro(s): Matías Fresia (Buenos Aires) |

| 2 de octubre | Cardenales | 20 - 19 | Tucumán Lawn Tennis |                                    |                                    |
|              |            | Reporte |                     | Árbitro(s): Omar Alcocer (Tucumán) | Árbitro(s): Omar Alcocer (Tucumán) |

## Segunda fase

### Zona Campeonato

#### Zona A
| Pos. | Equipos          | Partidos | Partidos | Partidos | Tantos | Tantos | Tantos | Pts. |
| Pos. | Equipos          | G        | E        | P        | PF     | PC     | DP     | Pts. |
| ---- | ---------------- | -------- | -------- | -------- | ------ | ------ | ------ | ---- |
| 1.º  | Duendes          | 3        | 0        | 0        | 101    | 39     | +62    | 12   |
| 2.º  | Santa Fe RC      | 2        | 0        | 1        | 56     | 97     | -41    | 8    |
| 3.º  | Córdoba Athletic | 1        | 0        | 2        | 60     | 69     | -9     | 4    |
| 4.º  | Jockey Club (R)  | 0        | 0        | 3        | 64     | 76     | -12    | 0    |

|  | Clasifica a semifinales |

| 9 de octubre | Córdoba Athletic | 23 - 19 | Jockey Club (R) |                                    |                                    |
|              |                  | Reporte |                 | Árbitro(s): Agustín Auad (Tucumán) | Árbitro(s): Agustín Auad (Tucumán) |

| 9 de octubre | Duendes | 51 - 3  | Santa Fe RC |                                      |                                      |
|              |         | Reporte |             | Árbitro(s): Javier Mancuso (Córdoba) | Árbitro(s): Javier Mancuso (Córdoba) |

| 16 de octubre | Santa Fe RC | 25 - 20 | Córdoba Athletic |                                               |                                               |
|               |             | Reporte |                  | Árbitro(s): Gustavo Tomanovich (Buenos Aires) | Árbitro(s): Gustavo Tomanovich (Buenos Aires) |

| 16 de octubre | Duendes | 25 - 19 | Jockey Club (R) |                                    |                                    |
|               |         | Reporte |                 | Árbitro(s): Mauro Rivera (Rosario) | Árbitro(s): Mauro Rivera (Rosario) |

| 23 de octubre | Córdoba Athletic | 17 - 25 | Duendes |                                    |                                    |
|               |                  | Reporte |         | Árbitro(s): Omar Alcocer (Tucumán) | Árbitro(s): Omar Alcocer (Tucumán) |

| 23 de octubre | Jockey Club (R) | 26 - 28 | Santa Fe RC |                                            |                                            |
|               |                 | Reporte |             | Árbitro(s): Diego Dlugovitzky (Entre Ríos) | Árbitro(s): Diego Dlugovitzky (Entre Ríos) |

#### Zona B
| Pos. | Equipos    | Partidos | Partidos | Partidos | Tantos | Tantos | Tantos | Pts. |
| Pos. | Equipos    | G        | E        | P        | PF     | PC     | DP     | Pts. |
| ---- | ---------- | -------- | -------- | -------- | ------ | ------ | ------ | ---- |
| 1.º  | La Tablada | 2        | 1        | 0        | 113    | 53     | +60    | 10   |
| 2.º  | Cardenales | 2        | 0        | 1        | 45     | 42     | +3     | 8    |
| 3.º  | Tucumán RC | 1        | 1        | 1        | 82     | 85     | -3     | 6    |
| 4.º  | Huirapuca  | 0        | 0        | 3        | 50     | 110    | -60    | 0    |

|  | Clasifica a semifinales |

| 9 de octubre | La Tablada | 65 - 7                                                                            | Huirapuca |                                         |                                         |
|              |            | Reporte [mhttps://cordobaxv.com.ar/formaciones-torneo-del-interior-2010/ Reporte] |           | Árbitro(s): Martín Rodríguez (Santa Fe) | Árbitro(s): Martín Rodríguez (Santa Fe) |

| 9 de octubre | Tucumán RC | 16 - 20 | Cardenales |                                    |                                    |
|              |            | Reporte |            | Árbitro(s): Carlos Pinto (Tucumán) | Árbitro(s): Carlos Pinto (Tucumán) |

| 16 de octubre | Cardenales | 11 - 13 | La Tablada |                                      |                                      |
|               |            | Reporte |            | Árbitro(s): Carlos Romero (Nordeste) | Árbitro(s): Carlos Romero (Nordeste) |

| 16 de octubre | Tucumán RC | 31 - 30 | Huirapuca |                                      |                                      |
|               |            | Reporte |           | Árbitro(s): Marcelo Albaca (Tucumán) | Árbitro(s): Marcelo Albaca (Tucumán) |

| 23 de octubre | La Tablada | 35 - 35 | Tucumán RC |                                            |                                            |
|               |            | Reporte |            | Árbitro(s): Hernán Filomena (Buenos Aires) | Árbitro(s): Hernán Filomena (Buenos Aires) |

| 23 de octubre | Huirapuca | 13 - 14 | Cardenales |                                          |                                          |
|               |           | Reporte |            | Árbitro(s): Fernando Martorell (Tucumán) | Árbitro(s): Fernando Martorell (Tucumán) |

### Zona Descenso

#### Zona C
| Pos. | Equipos           | Partidos | Partidos | Partidos | Tantos | Tantos | Tantos | Pts. |
| Pos. | Equipos           | G        | E        | P        | PF     | PC     | DP     | Pts. |
| ---- | ----------------- | -------- | -------- | -------- | ------ | ------ | ------ | ---- |
| 1.º  | Los Cardos        | 2        | 0        | 1        | 92     | 89     | +3     | 8    |
| 2.º  | Marista           | 2        | 0        | 1        | 65     | 65     | +0     | 8    |
| 3.º  | IPR Sporting Club | 1        | 0        | 2        | 73     | 46     | +27    | 4    |
| 4.º  | Liceo             | 1        | 0        | 2        | 44     | 74     | -30    | 4    |

|  | Clasifica a semifinales de permanencia |

| 9 de octubre | Liceo | 9 - 13  | Marista |                                       |                                       |
|              |       | Reporte |         | Árbitro(s): Gastón Pedraza (San Juan) | Árbitro(s): Gastón Pedraza (San Juan) |

| 9 de octubre | Los Cardos | 25 - 23 | IPR Sporting Club |                                          |                                          |
|              |            | Reporte |                   | Árbitro(s): Carlos Boudon (Buenos Aires) | Árbitro(s): Carlos Boudon (Buenos Aires) |

| 16 de octubre | IPR Sporting Club | 37 - 3  | Liceo |                                        |                                        |
|               |                   | Reporte |       | Árbitro(s): Eugenio Romanini (Rosario) | Árbitro(s): Eugenio Romanini (Rosario) |

| 16 de octubre | Los Cardos | 43 - 34 | Marista |                                          |                                          |
|               |            | Reporte |         | Árbitro(s): Matías Fresia (Buenos Aires) | Árbitro(s): Matías Fresia (Buenos Aires) |

| 23 de octubre | Liceo | 32 - 24 | Los Cardos |                                |                                |
|               |       | Reporte |            | Árbitro(s): Rubén Díaz (Salta) | Árbitro(s): Rubén Díaz (Salta) |

| 23 de octubre | Marista | 18 - 13 | IPR Sporting Club |                                      |                                      |
|               |         | Reporte |                   | Árbitro(s): Javier Mancuso (Córdoba) | Árbitro(s): Javier Mancuso (Córdoba) |

#### Zona D
| Pos. | Equipos             | Partidos | Partidos | Partidos | Tantos | Tantos | Tantos | Pts. |
| Pos. | Equipos             | G        | E        | P        | PF     | PC     | DP     | Pts. |
| ---- | ------------------- | -------- | -------- | -------- | ------ | ------ | ------ | ---- |
| 1.º  | Universitario (T)   | 2        | 0        | 1        | 60     | 79     | -19    | 8    |
| 2.º  | Tala                | 2        | 0        | 1        | 122    | 93     | +29    | 8    |
| 3.º  | Tucumán Lawn Tennis | 1        | 1        | 1        | 87     | 83     | +4     | 6    |
| 4.º  | CRAI                | 0        | 1        | 2        | 50     | 64     | -14    | 2    |

|  | Clasifica a semifinales de permanencia |

| 9 de octubre | Universitario (T) | 15 - 12 | CRAI |                                    |                                    |
|              |                   | Reporte |      | Árbitro(s): Claudio Antonio (Cuyo) | Árbitro(s): Claudio Antonio (Cuyo) |

| 9 de octubre | Tala | 60 - 33 | Tucumán Lawn Tennis |                                                 |                                                 |
|              |      | Reporte |                     | Árbitro(s): Ignacio Iparraguirre (Buenos Aires) | Árbitro(s): Ignacio Iparraguirre (Buenos Aires) |

| 15 de octubre | Tucumán Lawn Tennis | 41 - 10 | Universitario (T) |                                    |                                    |
|               |                     | Reporte |                   | Árbitro(s): Omar Alcocer (Tucumán) | Árbitro(s): Omar Alcocer (Tucumán) |

| 16 de octubre | Tala | 36 - 25 | CRAI |                                 |                                 |
|               |      | Reporte |      | Árbitro(s): Andrés Ramos (Cuyo) | Árbitro(s): Andrés Ramos (Cuyo) |

| 23 de octubre | Universitario (T) | 35 - 26 | Tala |                                    |                                    |
|               |                   | Reporte |      | Árbitro(s): Claudio Antonio (Cuyo) | Árbitro(s): Claudio Antonio (Cuyo) |

| 23 de octubre | CRAI | 13 - 13 | Tucumán Lawn Tennis |                                               |                                               |
|               |      | Reporte |                     | Árbitro(s): Sebastián Figueroa (Buenos Aires) | Árbitro(s): Sebastián Figueroa (Buenos Aires) |

## Fase final
|  | Semifinales   | Semifinales   | Semifinales   |            |            | Final          | Final          | Final          |  |
|  | 30 de octubre | 30 de octubre | 30 de octubre |            |            | 6 de noviembre | 6 de noviembre | 6 de noviembre |  |
|  |               |               |               |            |            |                |                |                |  |
|  |               |               |               |            |            |                |                |                |  |
|  | Duendes       | Duendes       | 16            |            |            |                |                |                |  |
|  | Duendes       | Duendes       | 16            |            |            |                |                |                |  |
|  | Cardenales    | Cardenales    | 25            |            |            |                |                |                |  |
|  | Cardenales    | Cardenales    | 25            |            | Cardenales | Cardenales     | 18             |                |  |
|  |               |               |               |            | Cardenales | Cardenales     | 18             |                |  |
|  |               |               | La Tablada    | La Tablada | 25         |                |                |                |  |
|  | La Tablada    | La Tablada    | La Tablada    | La Tablada | 25         | 75             |                |                |  |
|  | La Tablada    | La Tablada    |               |            |            | 75             |                |                |  |
|  | Santa Fe RC   | Santa Fe RC   | 12            |            |            |                |                |                |  |
|  | Santa Fe RC   | Santa Fe RC   | 12            |            |            |                |                |                |  |
|  |               |               |               |            |            |                |                |                |  |

Semifinales
| 30 de octubre | Duendes | 16 - 25 | Cardenales |                                      |                                      |
|               |         | Reporte |            | Árbitro(s): Javier Mancuso (Córdoba) | Árbitro(s): Javier Mancuso (Córdoba) |

| 30 de octubre | La Tablada | 75 - 12 | Santa Fe RC |                                                 |                                                 |
|               |            | Reporte |             | Árbitro(s): Ignacio Iparraguirre (Buenos Aires) | Árbitro(s): Ignacio Iparraguirre (Buenos Aires) |

Final
| 6 de noviembre | Cardenales | 18 - 25 | La Tablada |                                               |                                               |
|                |            | Reporte |            | Árbitro(s): Francisco Pastrana (Buenos Aires) | Árbitro(s): Francisco Pastrana (Buenos Aires) |

| Bandera de la Provincia de Córdoba |
| La Tablada Campeón                 |
| Segundo título                     |

## Permanencia
La final por la permanencia fue disputada entre Liceo de Mendoza y CRAI de Santa Fe, utilizando como sede neutral las instalaciones de Urú Curé en Río Cuarto, Provincia de Córdoba. El equipo santafesino cayó en la final, por lo que el Torneo Regional del Litoral perdió una plaza en el Torneo del Interior A 2011.
Semifinales
| 30 de octubre | IPR Sporting Club | 40 - 13 | CRAI |                                          |                                          |
|               |                   | Reporte |      | Árbitro(s): Matías Fresia (Buenos Aires) | Árbitro(s): Matías Fresia (Buenos Aires) |

| 30 de octubre | Tucumán Lawn Tennis | 53 - 24 | Liceo |                                    |                                    |
|               |                     | Reporte |       | Árbitro(s): Mauro Rivera (Rosario) | Árbitro(s): Mauro Rivera (Rosario) |

Final
| 6 de noviembre | Liceo | 33 - 31 | CRAI | Urú Curé Rugby Club, Río Cuarto               |                                               |
|                |       | Reporte |      | Árbitro(s): Gustavo Tomanovich (Buenos Aires) | Árbitro(s): Gustavo Tomanovich (Buenos Aires) |